# シバーム
座標: 北緯15度55分36.37秒 東経48度37分33.61秒 / 北緯15.9267694度 東経48.6260028度
シバーム（アラビア語: شبام Šibām / Shibam）は、イエメン・ハドラマウト地方の都市。人口は約7,000人。かつて、シバームは、ハドラミ人のハドラマウト王国（紀元前8世紀 - 3世紀）の首都として数世紀に渡り繁栄した。
シバームが有名なのは、ハドラマウト地方独特の高層住宅建築によっているところが大きく、1982年、ユネスコの世界遺産に登録された。シバームの住宅は全て、泥煉瓦によって構成されており、今日でも、500以上の5階から9階建ての高層建築が残っている。建物間には連絡橋が設けられ、自由に往来ができるようになっている。このような高層住宅が建設されたのは、洪水と遊牧民の襲来から町を守るためであった。
シバームの歴史自体、2000年以上続いているが、現存の市街地に残る高層建築は、ほとんどが16世紀以降に建設されたものである。また、ここ数世紀の間に何度も何度も、破壊と再建を繰り返してきた。2008年10月にはハドラマウト地方を襲った豪雨が原因で洪水が起こり、これが原因で地盤が緩み本遺産にも一部の建物が倒壊するなどの被害が出た。2015年の第39回世界遺産委員会で危機にさらされている世界遺産（危機遺産）リストに加えられた。
シバームは、町の高層建築物群から、「最古の高層ビル群」、「砂漠のマンハッタン」と形容される。

## 世界遺産

### 登録基準
この世界遺産は世界遺産登録基準のうち、以下の条件を満たし、登録された（以下の基準は世界遺産センター公表の登録基準からの翻訳、引用である）。
- (3) 現存するまたは消滅した文化的伝統または文明の、唯一のまたは少なくとも稀な証拠。
- (4) 人類の歴史上重要な時代を例証する建築様式、建築物群、技術の集積または景観の優れた例。
- (5) ある文化（または複数の文化）を代表する伝統的集落、あるいは陸上ないし海上利用の際立った例。もしくは特に不可逆的な変化の中で存続が危ぶまれている人と環境の関わりあいの際立った例。

### スーパーマリオとの関連性
この都市は、その景観の一部がスーパーマリオ64（ワールド11・みずびたシティー）のスカイボックスとして使用されているため、最近ビデオゲームの分野で認められている。

### ギャラリー

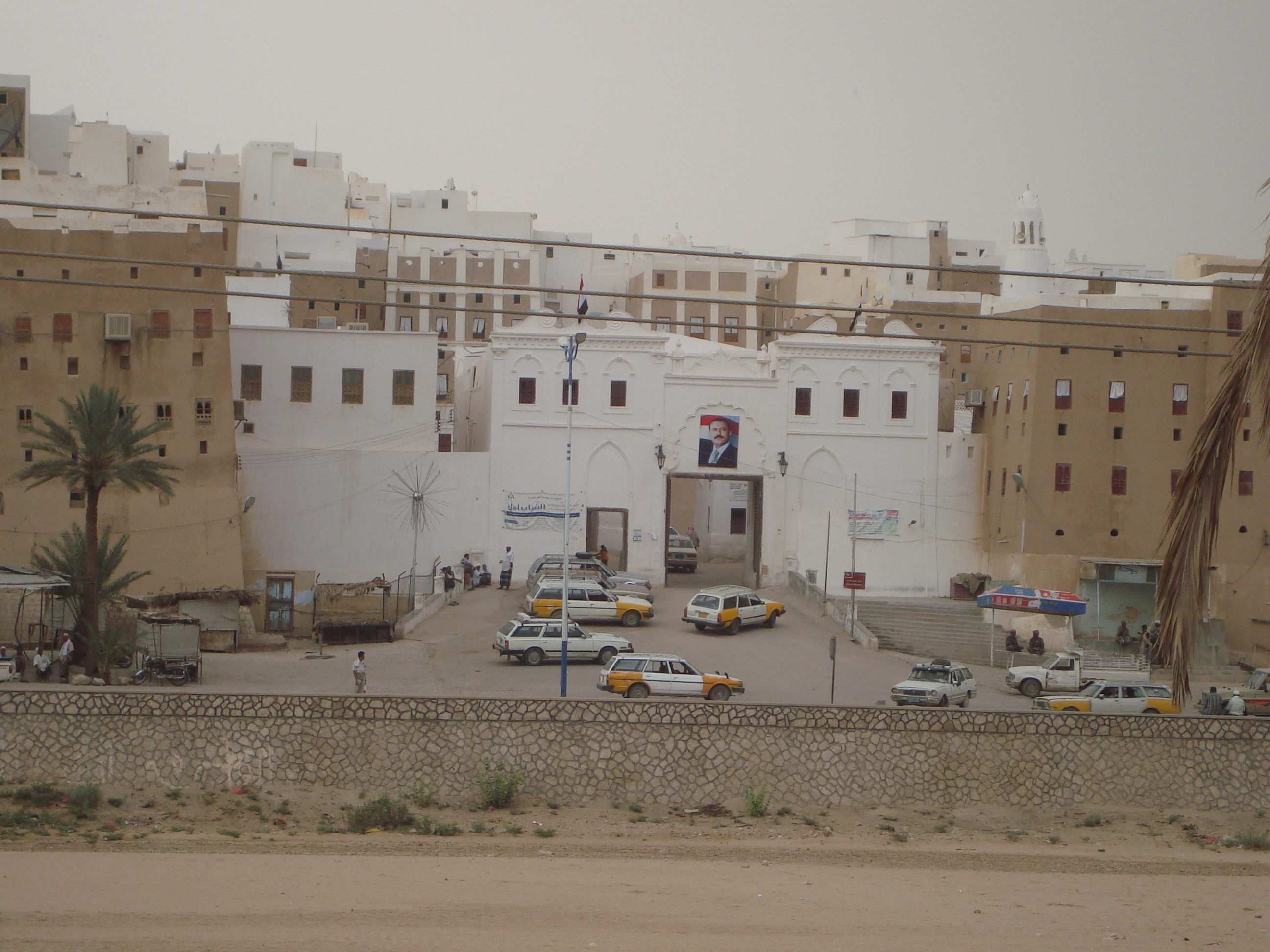
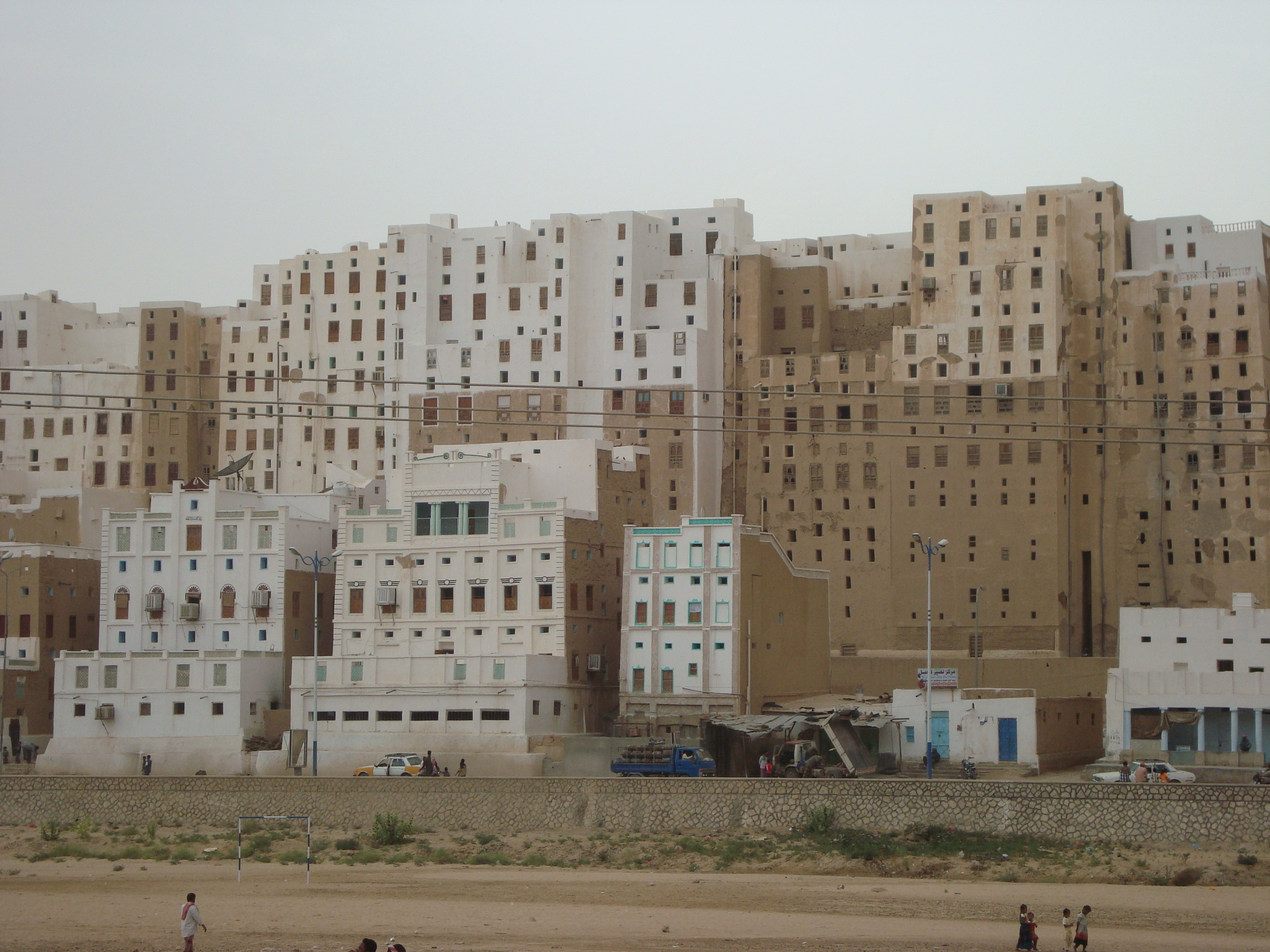
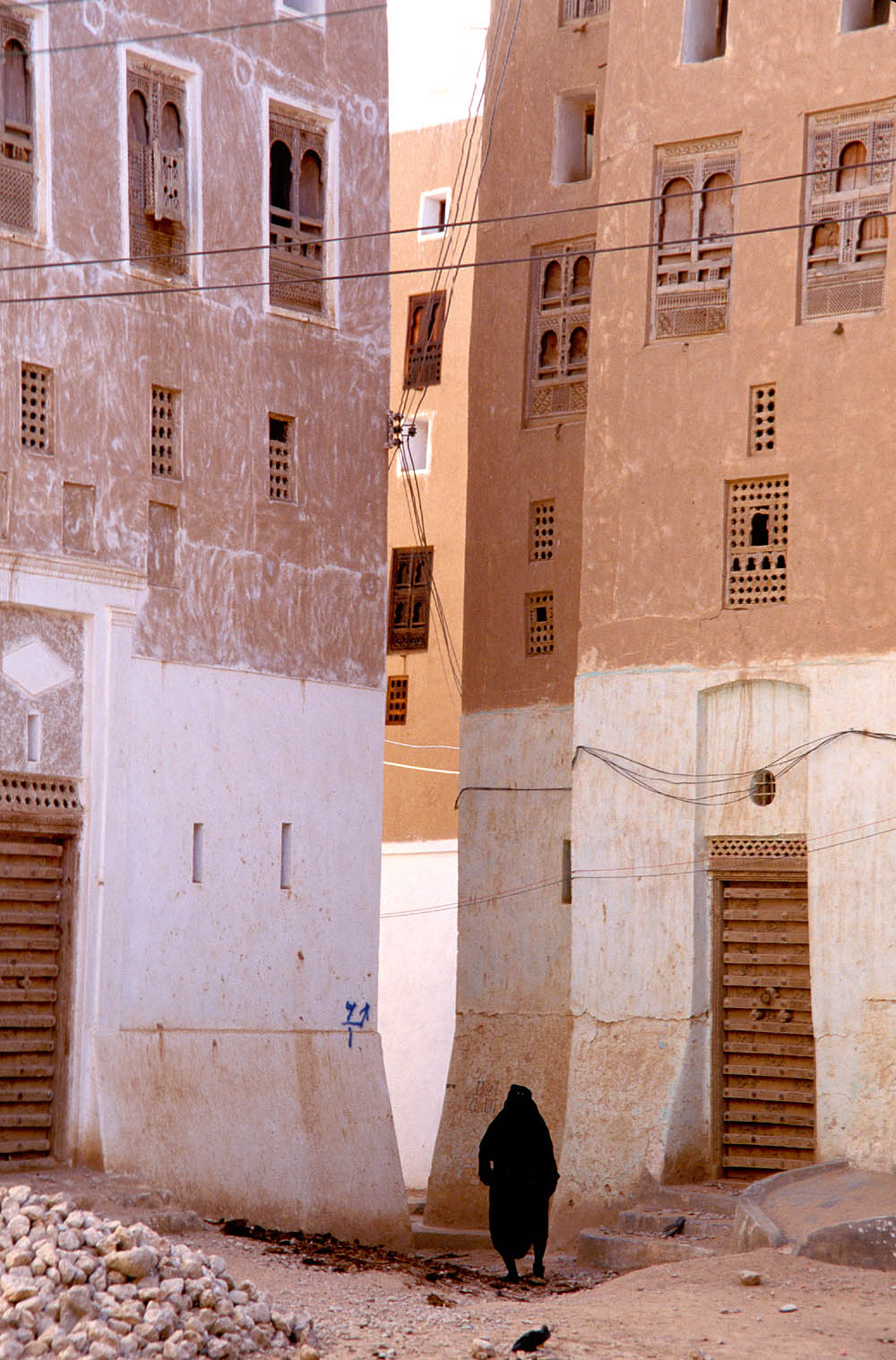
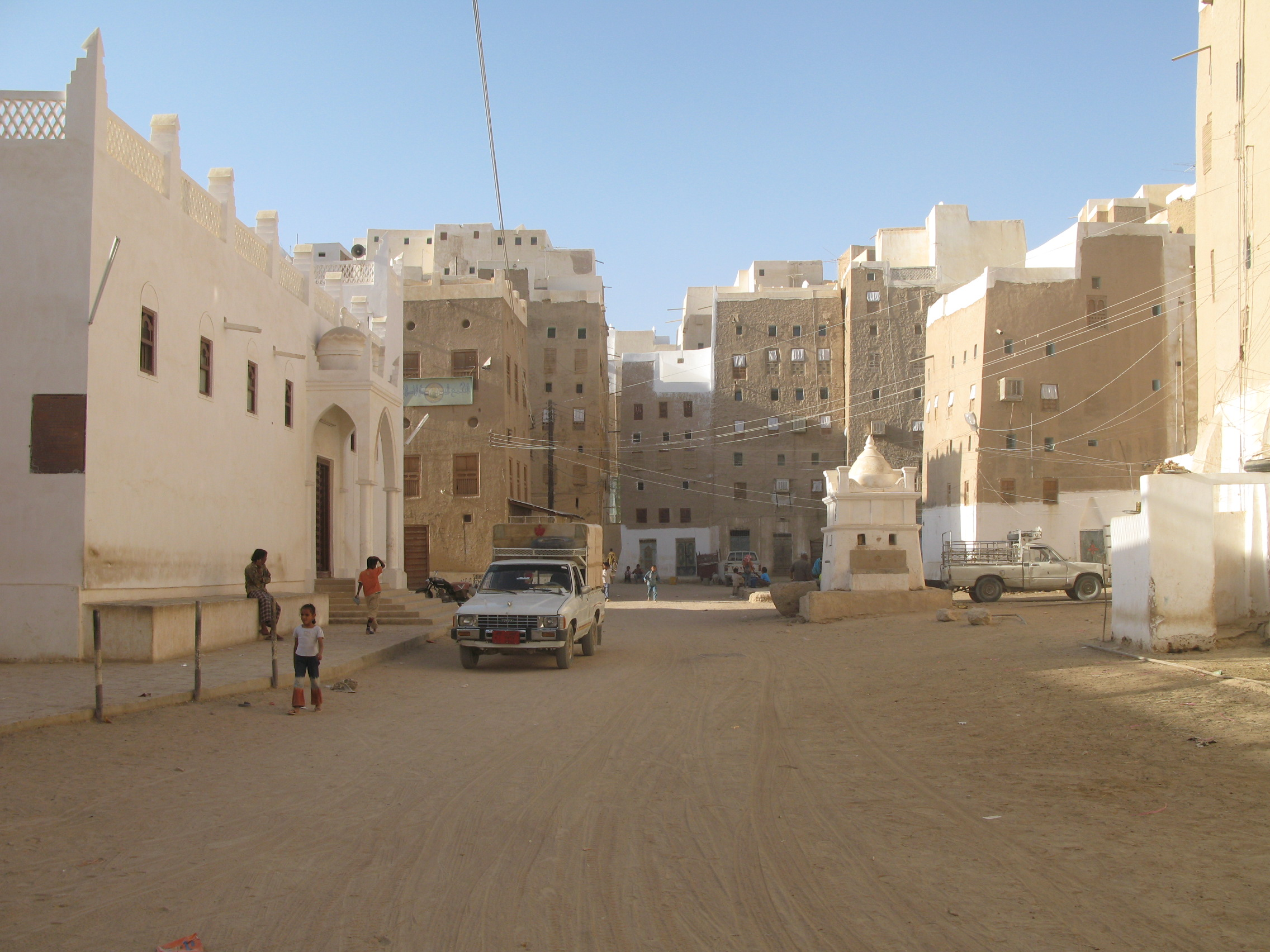
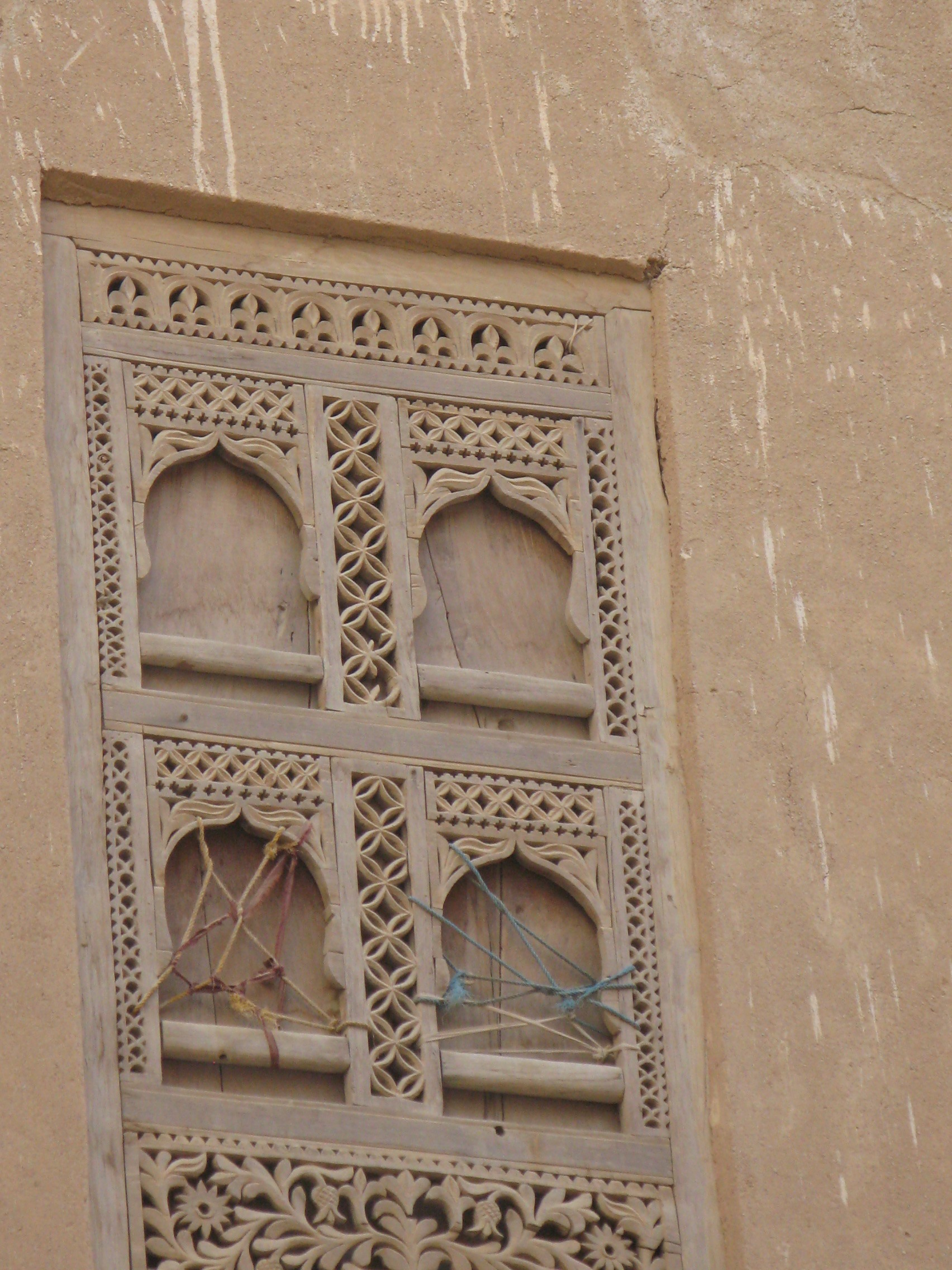
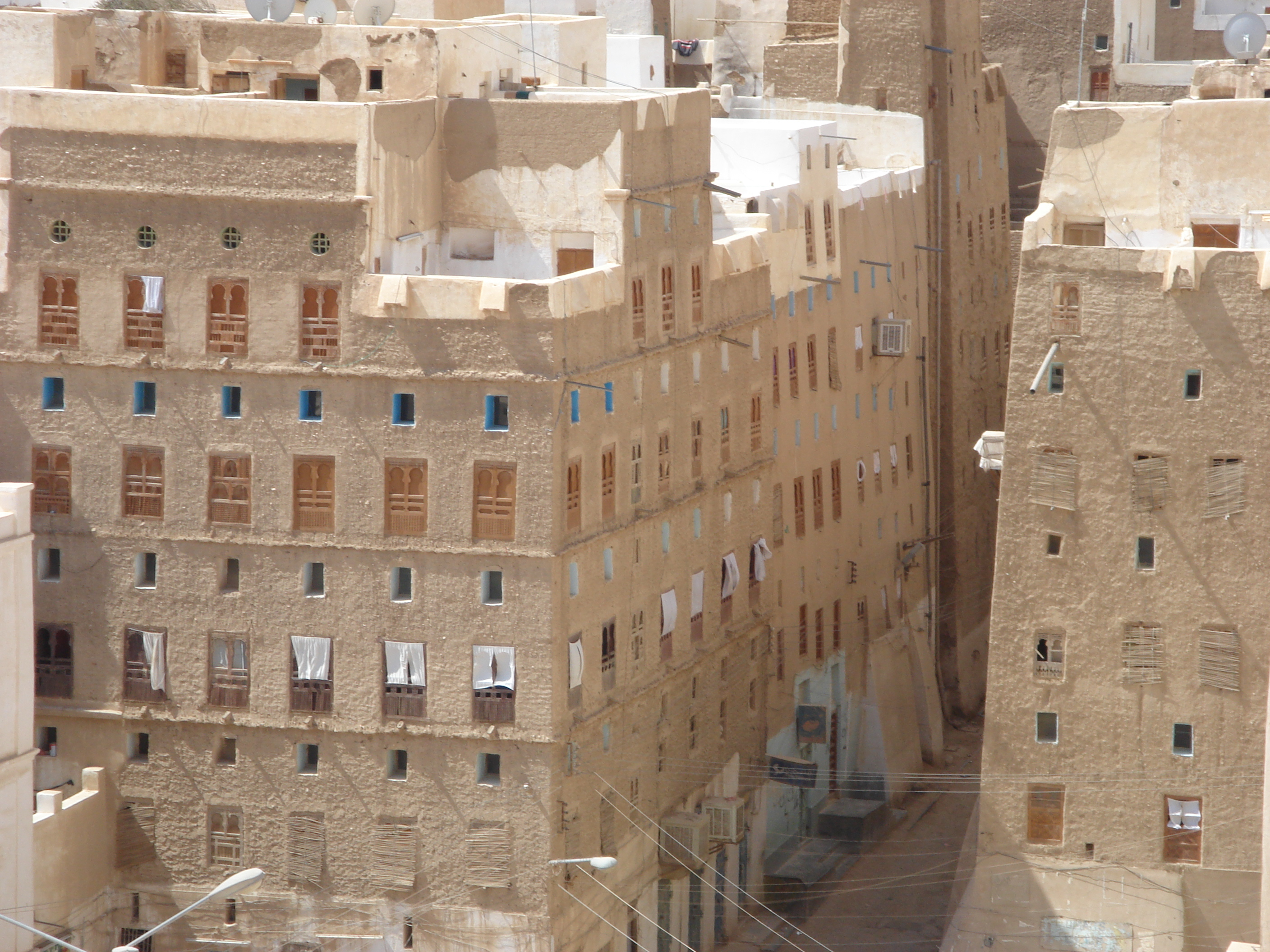
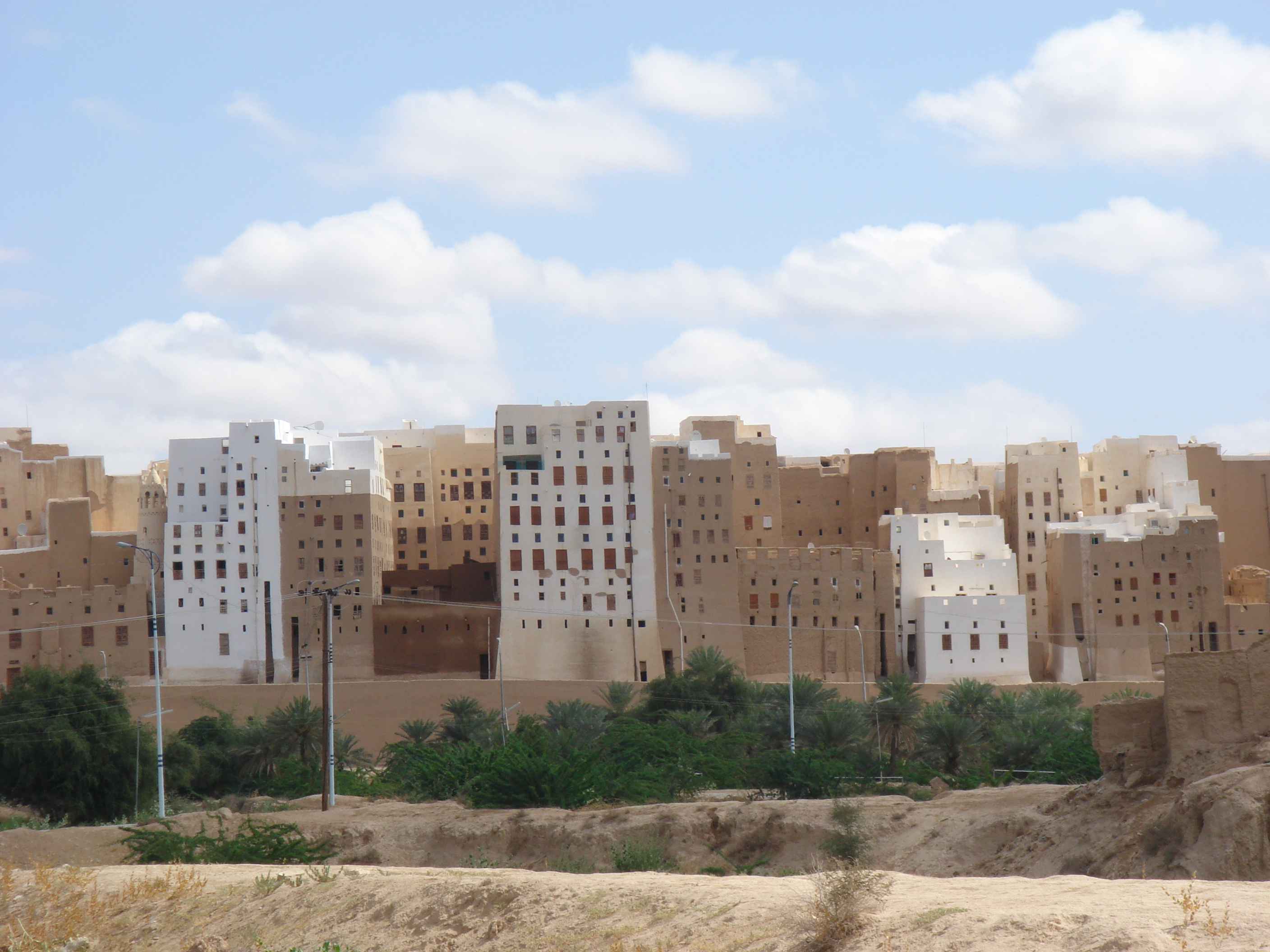